# Río de la Invernada
Río de la Invernada är ett vattendrag i Chile.   Det ligger i regionen Región del Maule, i den södra delen av landet, 250 km söder om huvudstaden Santiago de Chile.
Omgivningen kring Río de la Invernada är ofruktbar med lite eller ingen växtlighet. Området är glesbefolkat, med 8 invånare per kvadratkilometer.